# Sylvie Kauffmann
Pour les articles homonymes, voir Kauffmann.
Sylvie Kauffmann, née le 30 octobre 1955 à Marseille, est une journaliste française.

## Biographie
Fille de médecin militaire, diplômée de l'Institut d'études politiques d'Aix-en-Provence et du Centre de formation des journalistes de Paris, elle débute à l'Agence France-Presse, en tant que correspondante successivement à Londres, en Nouvelle-Calédonie, à Varsovie et à Moscou.
En 1988, elle est embauchée par Le Monde comme correspondante pour l'Europe de l'Est, puis aux États-Unis, à Washington et New York. En 1998, elle participe au programme Young Leaders organisé par la French-American Foundation.
En 2001, elle revient en France, où elle est rédactrice en chef-adjointe, responsable des grands reporters, puis directrice-ajointe de la rédaction jusqu’en 2006. Elle est ensuite grand reporter en Asie du Sud-Est jusqu'en 2010, date à laquelle elle est nommée rédactrice en chef puis directrice de la rédaction en 2011.
En 2011, sa candidature au poste de directeur du journal est écartée par les actionnaires. Elle est actuellement directrice éditoriale, avec les deux autres directeurs éditoriaux Gérard Courtois et Alain Frachon.
Elle intervient régulièrement dans l'émission L'Esprit public sur France Culture. Sylvie Kauffmann est également membre du groupe européen de la Commission trilatérale.

### Vie privée
Mariée au diplomate Pierre Buhler, elle est mère de deux enfants.

## Décorations
- Officier de l'ordre des Arts et des Lettres (2021)[8]

## Publications
- 11 septembre : Un an après, Le Monde/Éditions de l'Aube, 2002  (ISBN 978-2-87678-761-2).
- Érik Izraelewicz, L'Arrogance chinoise (préface de l'édition en format poche), Fayard/Pluriel, 2013  (ISBN 978-2-8185-0344-7).
- Les Aveuglés. Comment Berlin et Paris ont laissé la voie libre à la Russie, Stock, 2023  (ISBN 9782234095779)

Participation à des ouvrages collectifs
- Sylvie Kauffmann, Laurent Greilsamer, Sylvain Cypel, Staline : Une barbarie moderne, Le Monde / Éditions de l'Aube, 2004  (ISBN 978-2-87678-950-0).
- Tomasz Kizny, Dominique Roynette, Jacek Giszczak, Agnieszka Sowińska, Nicolas Werth, Sylvie Kauffmann, Arsen Borisovitch Roginski, Wielki terror 1937-1938 (La Grande Terreur en URSS 1937-1938), Agora (pl), 2013  (ISBN 978-83-268-1236-1).
- Le Monde : Les Grands Procès (1944-2012), Pocket, 2012  (ISBN 978-2-266-23102-2).
- Le Monde : Les Grands Reportages (1944-2012), Pocket, 2012  (ISBN 978-2-266-23101-5).
- Le Monde : Les Grands Portraits, Les Arènes, 2011  (ISBN 978-2-352-04137-5).